# Saint-Germain-l'Auxerrois (Monet)
Saint-Germain-l'Auxerrois est un tableau de Claude Monet réalisé au printemps 1867. Il représente l'église du même nom et le sud de la place du Louvre à Paris. Il le peint sur le motif depuis le balcon situé sur la façade de la colonnade du Louvre.

## Le contexte

### Le projet de Monet

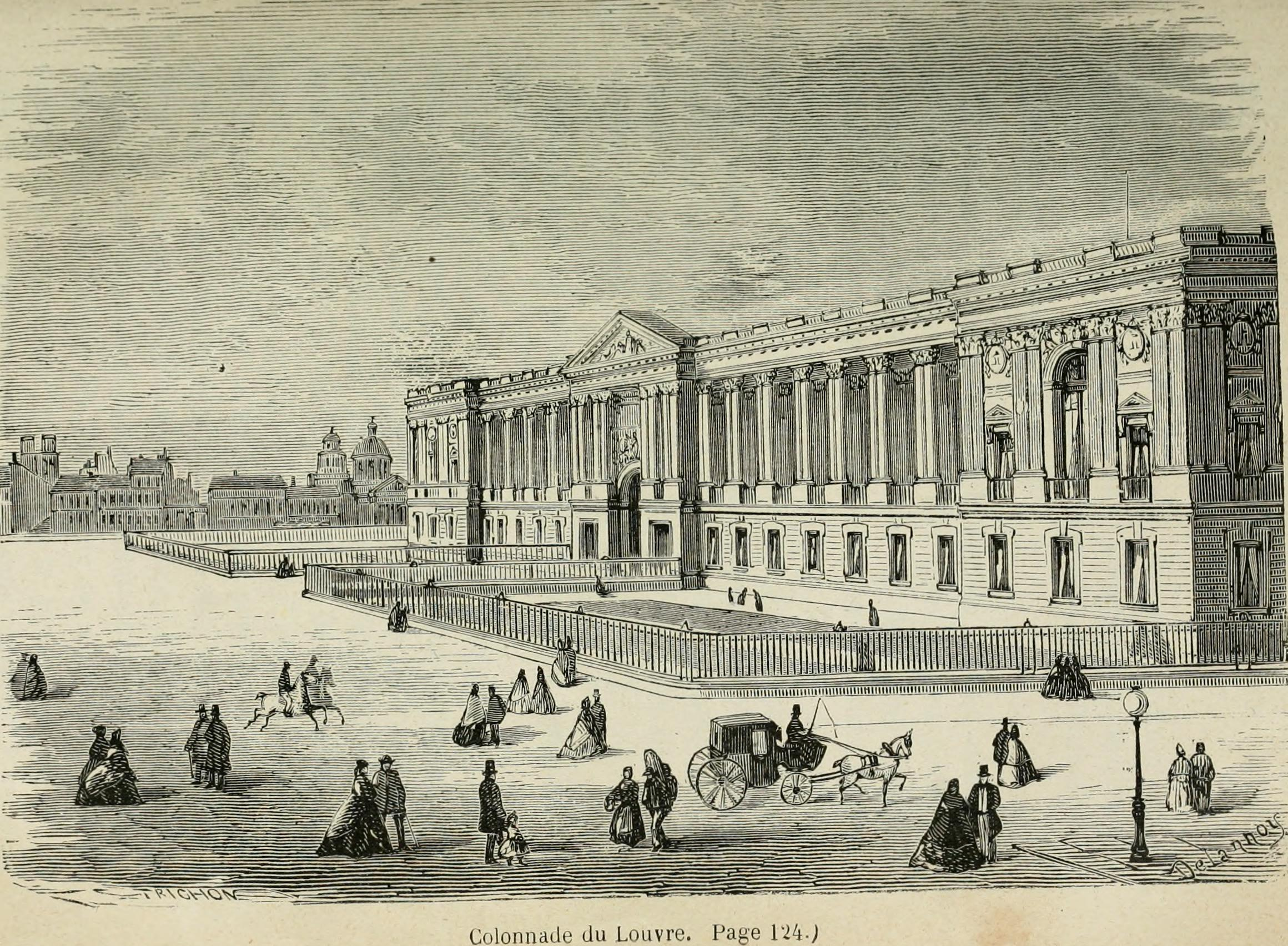
La colonnade du Louvre, représentée dans Les Merveilles du nouveau Paris, 1867

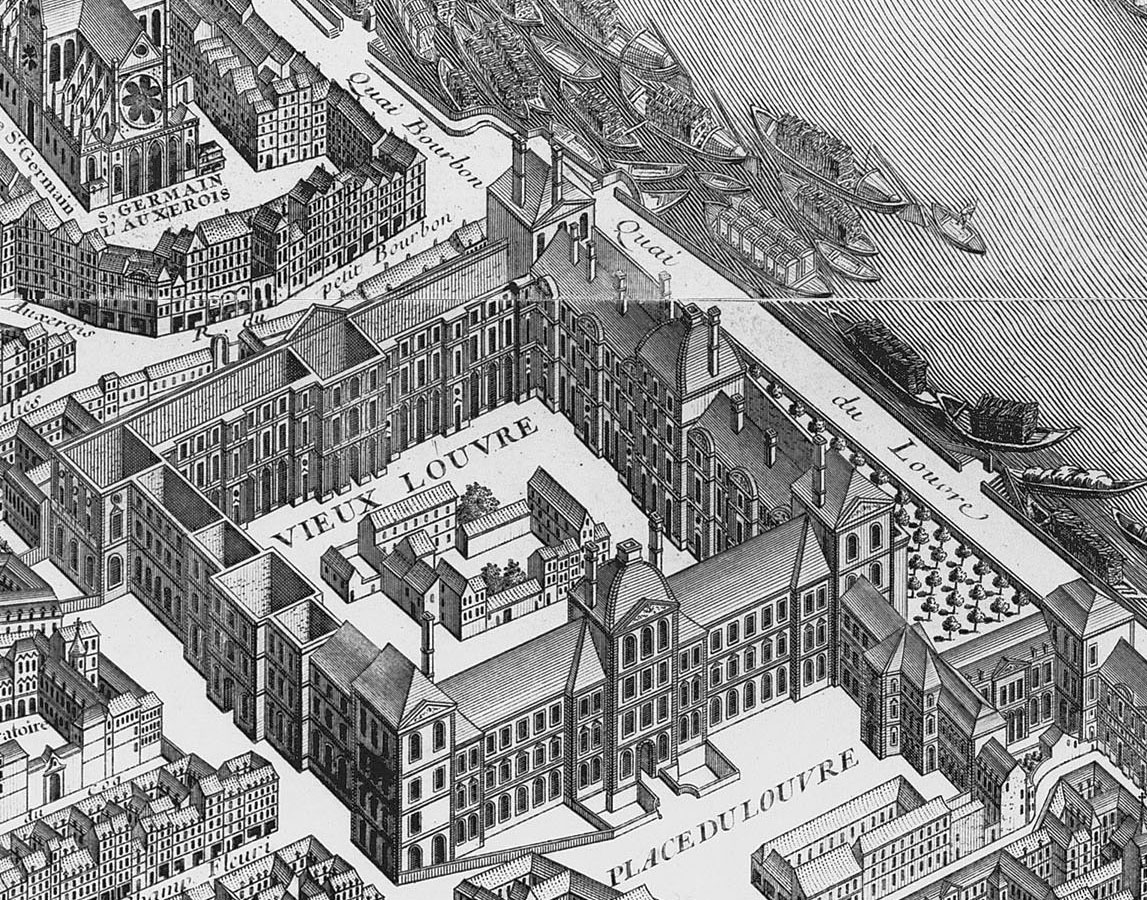
Vue du quartier Saint-Germain-l'Auxerrois et le Louvre avec les immeubles séparant l'église et la colonnade, carte de Turgot, 1739

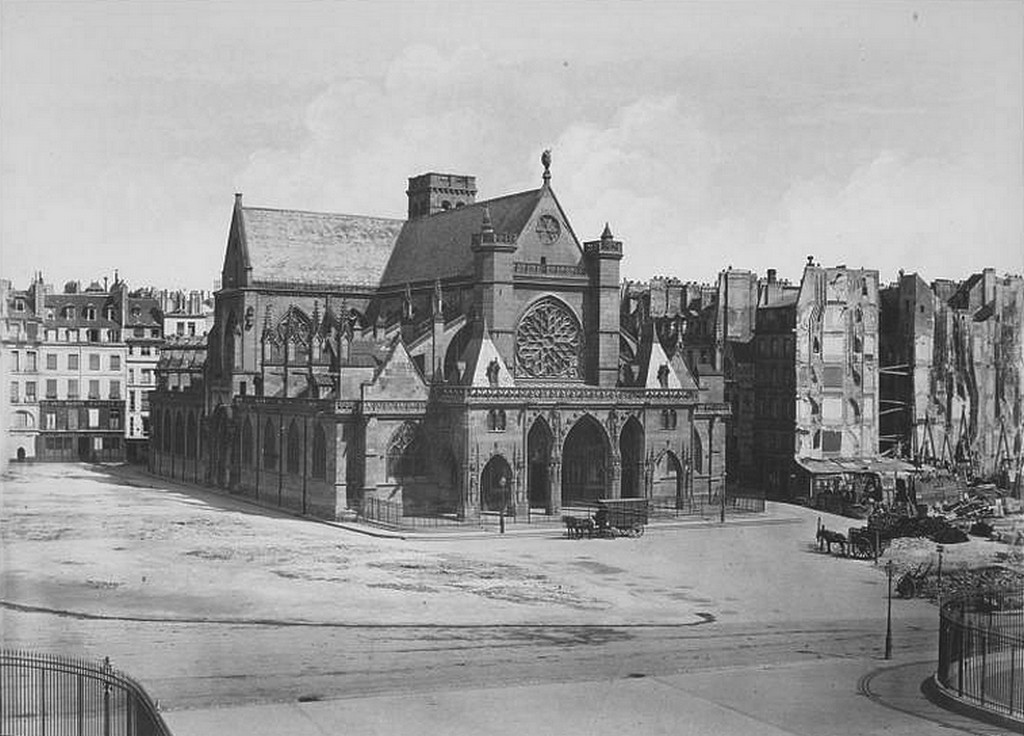
Photographie de l'église Saint-Germain-l'Auxerrois prise du bord nord de l'entrée du Louvre vers 1858. Les perspectives indiquent que Monet se tenait plus au sud.

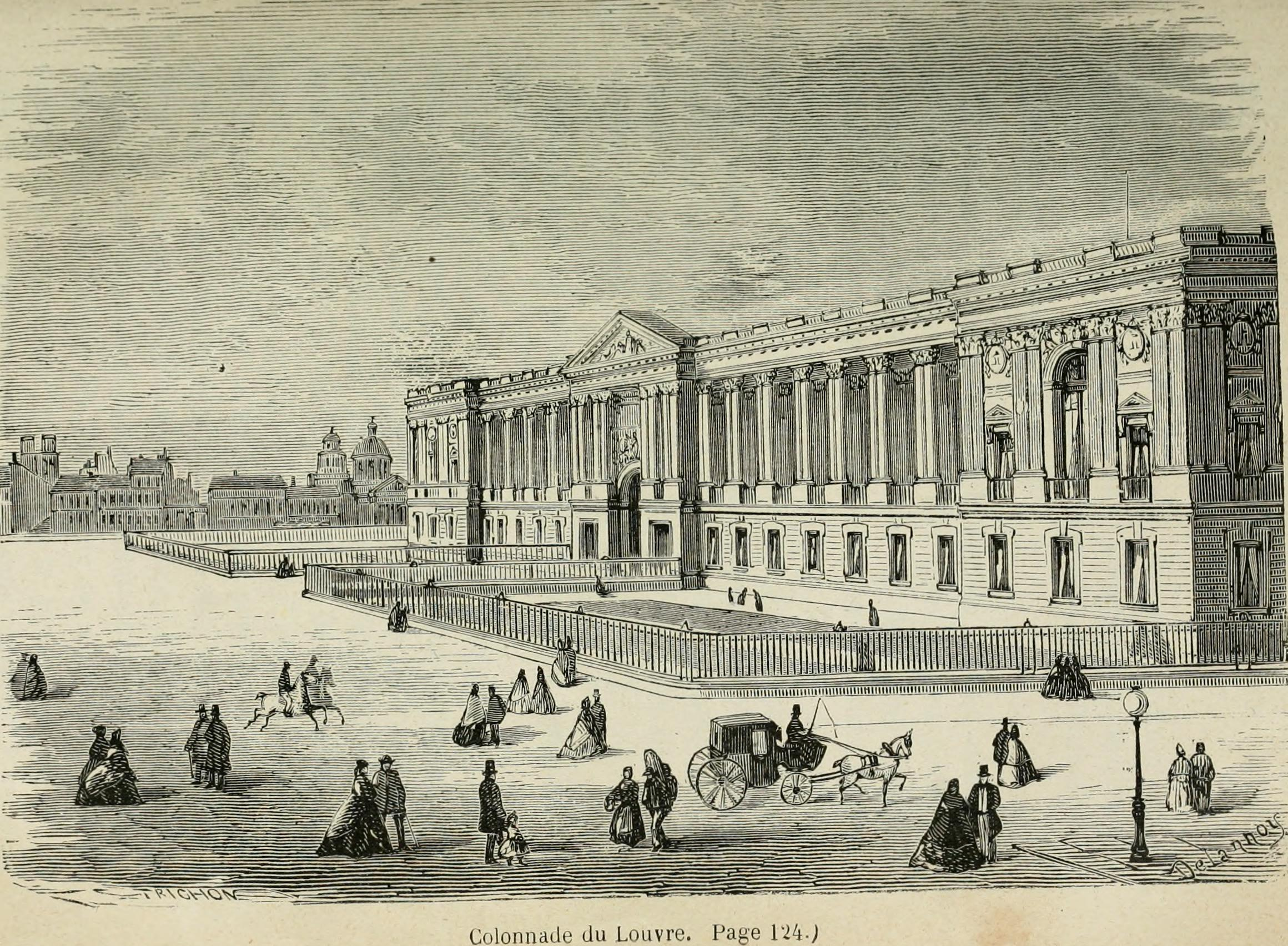
La colonnade du Louvre, représentée dans Les Merveilles du nouveau Paris, 1867

Monet a 26 ans et vit à Paris avec Camille qui est enceinte de leur premier fils. Son art ne lui apporte que de maigres revenus. Il fréquente les jeunes artistes de son âge et se lie d'amitié avec Renoir, son cadet de quelques mois. Dans leur quête de sujets pouvant plaire au public. Ils cherchent des points de vue sur Paris pour réaliser des toiles en extérieur. L'idée émerge de demander l'autorisation au Conservateur du musée du Louvre de bénéficier d'un accès aux balcons surplombant les alentours. C'est Monet qui s'en charge le 27 avril 1867 par une lettre envoyée au surintendant des Beaux-Arts, le comte de Nieuwerkerke, exprimant le besoin de "faire une vue de Saint-Germain-l'Auxerrois". L'autorisation accordée, Monet s'installe sur le balcon de la façade est du Louvre. Il y produit trois œuvres: Le Jardin de l'Infante, le Quai du Louvre et, donc, Saint-Germain-l'Auxerrois.

### Un quartier qui vient d'être restructuré
Le quartier est en grande partie récent à l'époque. Les immeubles qui empêchaient la vue complète depuis la colonnade sur l'église sont démolis et remplacés par la place du Louvre et la rue du même nomen 1853. Des immeubles sont construits au sud de la place. À l'est, c'est le tour de la mairie du 1er arrondissement, créée pour être le pendant architectural de l'église, avec, entre les deux édifices, son beffroi. Celui-ci est particulièrement critiqué, notamment par Décembre-Alonnier. L'église Saint-Germain-l'Auxerrois vient de bénéficier d'un ravalement extérieur complet afin de créer une harmonie pour le nouvel ensemble.

## La composition du tableau

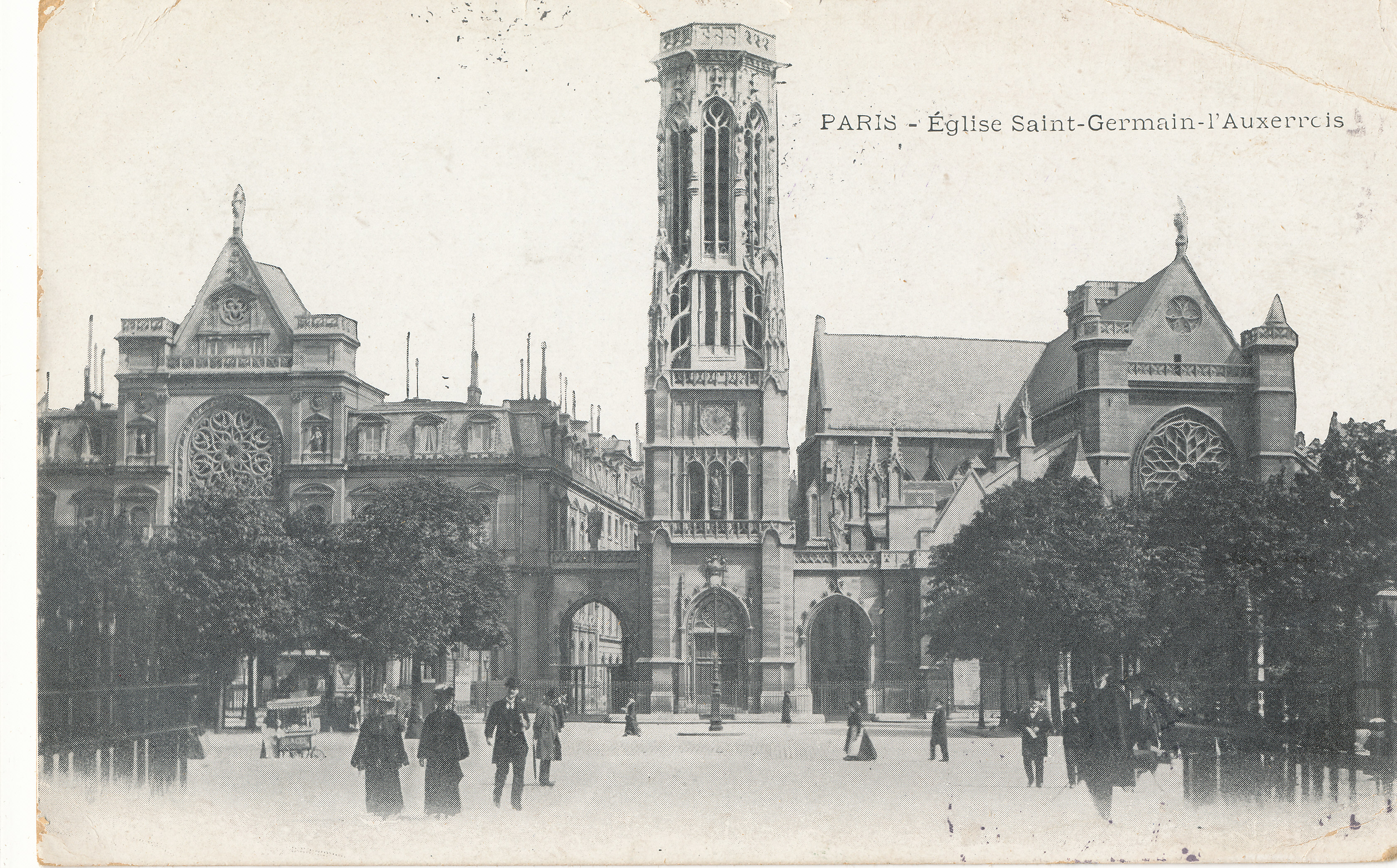
Carte postale représentant la place du Louvre avec la mairie du 1er arrondissement, le beffroi, l'église et les porches les reliant.

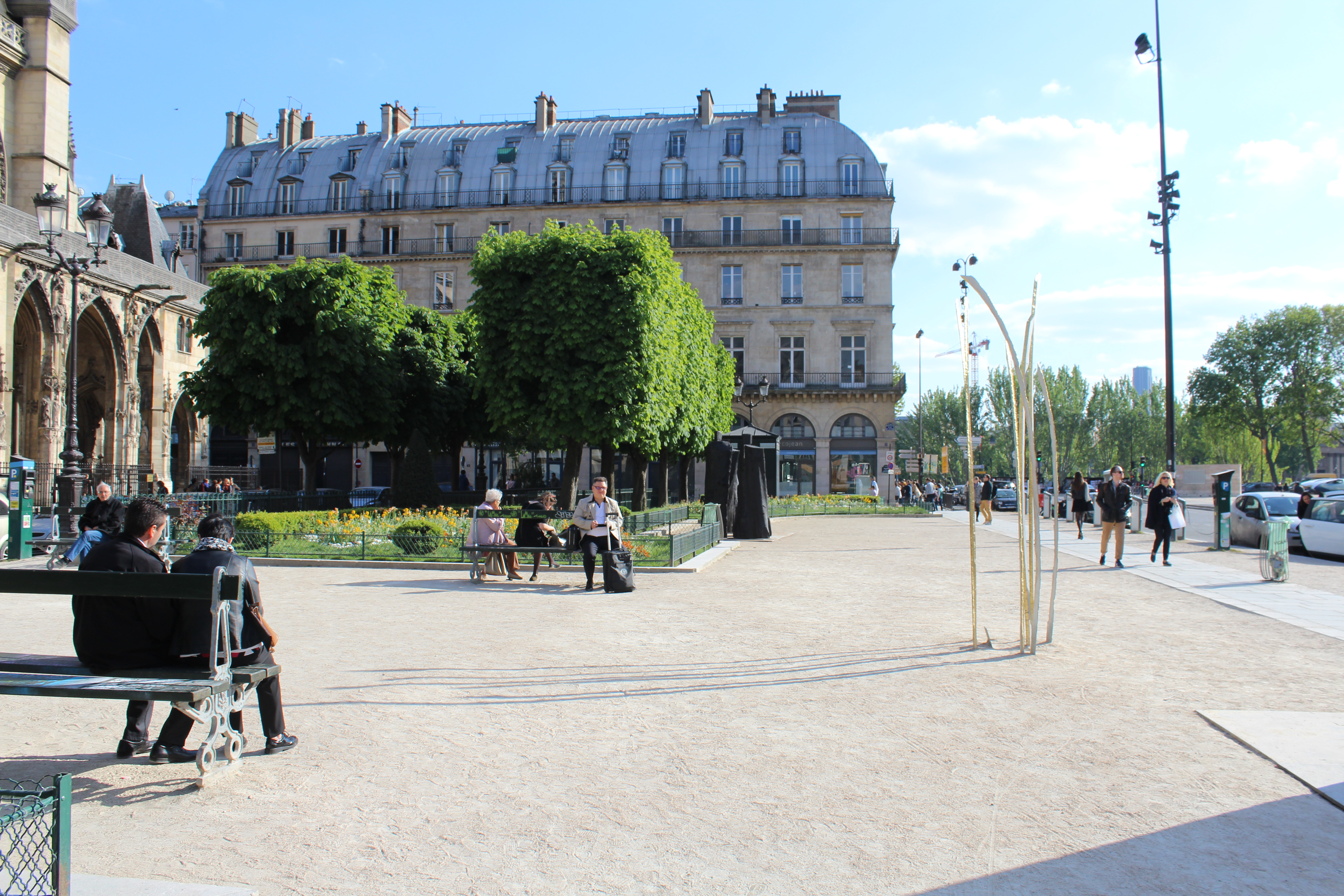
L'immeuble situé au sud de la place du Louvre comporte un alignement de 12 fenêtres. Monet en représente 6.

Monet construit son tableau autour de l'église et la partie de la place du Louvre qui se trouve devant. Il exclut le beffroi en ne conservant que son en-base sud. Il crée à la place une vue sur un immeuble qui est situé dans la rue de l'Arbre sec, derrière l'église. Cela met en valeur l'édifice et la mise en perspective, mais il subsiste un décentrage important. L'effet en est compensé, d'une part, en limitant à sa moitié la longueur de la représentation de l'immeuble de droite, d'autre part, en attirant l'attention sur la rosace, qui, elle, se trouve pratiquement au centre du tableau. Pour cela, il en représente finement les détails, utilise le contraste entre les ombres et la lumière, et crée des lignes de fuite grâce aux étages supérieurs des immeubles, aux arbres de droite et aux représentations des personnages.

## Histoire de l'œuvre
Monet soumet le tableau, ainsi que les deux autres réalisations, en vue du Salon de 1869, sans succès. Certains critiques et confrères, comme Daumier, sont sévères, notamment pour le traitement des personnages, jugés trop petits, mais Zola, lui, apprécie le style de Monet appliqué au monde urbain. L'œuvre est ensuite acquise par Durand-Ruel qui l'expose en 1872 à la 5e exposition annuelle des Artistes français de Londres, puis elle fait partie des collections Hoschedé et Faure. Exposée chez Cassirer à Berlin avec seize autres tableaux du peintre issus de la collection Faure, elle est acquise en 1906, grâce aux fonds alloués par deux banquiers, par la Nationalgalerie de Berlin. À partir des années 1960, le musée, devenu la Alte Nationalgalerie, la prête pour une dizaine d'expositions se tenant en Allemagne, en Grande-Bretagne, aux États-Unis et France .

## Particularités
Monet mentionne sur la toile la date de 1866.